# Pithecopus
Pithecopus é um gênero de anfíbios anuros da família Phyllomedusidae, cujas espécies podem ser encontradas na América do Sul, ocorrendo desde a região andina do sul da Venezuela até o norte da Argentina.
São pererecas de médio porte, medindo aproximadamente 45 milímetros. Podem ser diferenciadas das demais espécies de outros gêneros pelo fato de seu dedo I ser opositor e muito mais longo que o dedo II, não apresentarem dentes vomerianos e por seus girinos possuírem o disco oral pequeno e direcionado anteroventralmente.
Foi descrito pelo cientista americano Edward Drinker Cope em 1866, porém o gênero passou boa parte do tempo sendo tratado como sinônimo da Phyllomedusa. Até que em 2016, os pesquisadores William Duelmann, Angela Marion e Blair Hedges, ao realizarem uma revisão taxonômica na família Hylidae, chegaram a conclusão, com base em análises genéticas, de que as espécies do grupo da Pithecopus hypochondrialis deveriam fazer parte de um gênero a parte, sendo então removida a sinonímia, assim como ele deveria integrar outra família, no caso a Phyllomedusidae, que teve sua monofilia confirmada no mesmo estudo.

## Espécies
Atualmente, doze espécies são conhecidas como pertencentes ao gênero:
- Pithecopus araguaius Haga, Andrade, Bruschi, Recco-Pimentel, and Giaretta, 2017
- Pithecopus ayeaye Lutz, 1966
- Pithecopus azureus (Cope, 1862)
- Pithecopus centralis (Bokermann, 1965)
- Pithecopus gonzagai (Andrade, Haga, Ferreira, Recco-Pimentel, Toledo, and Bruschi, 2020)
- Pithecopus hypochondrialis (Daudin, 1800)
- Pithecopus megacephalus (Miranda-Ribeiro, 1926)
- Pithecopus nordestinus (Caramaschi, 2006)
- Pithecopus oreades (Brandão, 2002)
- Pithecopus palliatus (Peters, 1873)
- Pithecopus rohdei (Mertens, 1926)
- Pithecopus rusticus (Bruschi, Lucas, Garcia, and Recco-Pimentel, 2014)